# Sirystes subcanescens
A Sirystes subcanescens a madarak osztályának a verébalakúak (Passeriformes) rendjébe a királygébicsfélék (Tyrannidae) családjába faj.

## Rendszerezése
A fajt Walter Edmond Clyde Todd amerikai ornitológus írta le 1920-ban, Sirystes albocinereus subcanescens néven. Egyes szervezetek szerint a Sirystes sibilator alfaja Sirystes sibilator subcanescens néven.

## Előfordulása
Brazília, Francia Guyana, Guyana és Suriname területén honos. Természetes élőhelyei a szubtrópusi és trópusi síkvidéki esőerdők és mocsári erdők. Állandó, nem vonuló faj.

## Természetvédelmi helyzete
Az elterjedési területe nagyon nagy, egyedszáma ugyan csökken, de még nem éri el a kritikus szintet. A Természetvédelmi Világszövetség Vörös listáján nem fenyegetett fajként szerepel.